# 张静源
张静源（1901年10月—1933年10月12日），原名张守仁，曾化名舒实夫，山东省博兴县高度村人。张静源于1928年加入中国共产党，曾历任中共莱阳县委书记、中共胶东特委书记及中共莱阳中心县委书记。1933年被党内分裂分子徐元义杀害。

## 生平
1901年10月，张静源出生于山东省博兴县高渡村的一个农民家庭，曾先后在私塾和博兴县高等小学读书，1917年考入济南的山东省立第一师范学校。在省立一师就学期间，受五四运动和俄国十月革命的影响，他开始接触学习马克思主义学说。1921年，毕业后的张静源到史口小学教书。1923年，张静源回县城做了教育局督学。1924年，他又去了青岛崂山教小学，后来在青岛礼贤中学附属小学任副校长。1927年春，到青岛沧口区宋哥庄小学任校长。1927年，第一次国共合作破裂，国民党在清党时对共产党人和左派人士等进行了逮捕和杀害，张静源因无法认同这些做法而退出国民党。
1928年，张静源加入了中国共产党，任宋哥庄小学党支部书记。中共青岛市委不久后又命张静源负责沧口、李村等地党组织的领导工作。张静源建立图书馆，创办平民夜学班，在农民和工人间传播共产主义思想。张静源在寒暑假回乡探亲时也在老家高家渡村宣传马列主义思想。1930年秋，张静源在高家渡村发展李天佑、张仿、李旭林等博兴第一批共产党员。1932年春，张静源按青岛市委的指示组织富士纱厂工人举行罢工，虽然罢工取得了胜利，但张静源身份暴露。1932年5月，被青岛市警察局通缉的张静源经省委同意转移到莱阳以教学为掩护开展活动。1932年7月底，张静源按省委指示在海阳县新庄头村召开会议，重组了遭破坏的莱阳县委，他任书记，刘松山任组织委员，宋化鹏任宣传委员。期间，他还在莱阳建立了第一区、第五区和海莱边区三个区委，莱招、莱平两个特支，以及莱阳乡师党支部和莱阳中学党支部。1932年8月，由他介绍入党的莱阳乡师学生、海阳人刘松山介绍张静源到海阳香山小学任教，扩张了中共在海阳的活动。1932年11月，中共海莱特支在海阳县大黄家村成立，张静源兼任书记，宋化鹏、刘松山、孙奭平任委员。到1932年底，莱阳县委领导下的党组织已扩大到莱阳海阳边界、牟平海阳边界、莱阳栖霞边界、莱阳招远边界的部分村庄。1933年1月，中共牟平县委成立，刘经三任书记。
1933年1月底，张静源赴济南向省委汇报工作。省委指示张静源以莱阳为中心向胶东各县发展，待时机成熟建立中共胶东特委。为了方便胶东各地中共组织相互联系，张静源指派时任牟平县委书记的刘经三在牟海交界的霄云寺设立鸡鸭公司作秘密联络站，大家以买卖家禽的名义到霄云寺进行联络。1933年3月，张静源与刘经三在牟平县刘伶庄建立了中共胶东特委，张静源任书记，刘经三和刘松山为委员。胶东特委下辖海阳、莱阳、栖霞、牟平、黄县、掖县、文登和荣成8个县。
1933年春，山东省委遭到破坏，中共胶东特委与上级党组织失掉联系，张静源去天津与中共中央北方局取得联系。回莱阳后，张静源于1933年6月按北方局指示在莱阳县水口村成立了中共莱阳中心县委，张静源任书记，刘松山任组织委员，宋华鹏任宣传委员，李仲林任共青团书记，宋云甲任武装委员。1933年8月，中心县委组建了以宫兼三、左武堂为首的40余人的武装游击队。其时，徐元义另立中共莱阳县委，并得到了中共青岛临时市委承认。1933年9月，青岛临时市委派李林到莱阳调查处理此事，李林要求两个县委合并，由张静源组建新的莱阳县委。1933年10月，张静源前往莱阳小徐格庄与徐元义协调合并事宜时被徐元义在村外东芹口沟河滩杀害，时年32岁。